# Macarthuriaceae
Macarthuriaceae là một họ thực vật trong bộ Caryophyllales và bao gồm một chi duy nhất, Macarthuria
Macarthuriaceae gồm những cây thân thảo hoặc những cây giống như cói hoặc cứng, có thân màu xanh lá cây và lá tiêu giảm. Hoa nhỏ có năm bao hoa, đôi khi cũng có năm "cánh hoa" và tám nhị hoa hợp nhất.
Năm 2009, Macarthuria được đặt cùng với Limeum trong họ Limeaceae, dựa trên hình thái của nó, vào thời điểm đó chưa có bằng chứng phân tử nào tiến hành với Macarthuria. Trước đó, Endress và Bittrich đã đặt nó trong họ Molluginaceae. Tuy nhiên, vào năm 2011, bằng chứng phân tử đã được công bố, cho thấy Macarthuria có quan hệ chị em với tất cả các họ cốt lõi trong bộ Caryophyllales. Vì vậy, Macarthuria cần được đặt trong một họ riêng của nó, Macarthuriaceae.

## Thqm khảo
1. ↑  "Macarthuria australis". Australian Plant Name Index, IBIS database. Centre for Plant Biodiversity Research, Australian Government.
2. 1 2  Stevens, P. F. (tháng 7 năm 2017). "Macarthuriaceae (Caryophyllales)". Angiosperm Phylogeny Website. Truy cập ngày 9 tháng 12 năm 2018.
3. ↑  "Macarthuria". Australian Plant Name Index, IBIS database. Centre for Plant Biodiversity Research, Australian Government.